# Сант'Ана Арези
Сант'А̀на Арѐзи (на италиански и на сардински: Sant'Anna Arresi) е малко градче и община в Южна Италия, провинция Южна Сардиния, автономен регион и остров Сардиния. Разположено е на 77 m надморска височина. Населението на общината е 2709 души (към 2010 г.).